# Mercedes-Benz O 305 GTD
Der Mercedes-Benz O 305 GTD ist ein Duo-Bus-Typ von Daimler-Benz; er basiert auf der konventionellen Gelenkbus-Baureihe Mercedes-Benz O 305 G bzw. der konventionellen Oberleitungsbus-Baureihe O 305 GT. Die elektrische Ausrüstung wurde von AEG zugeliefert. Die Typenbezeichnung GTD steht dabei für Gelenk-Trolleybus mit Dieselantrieb. Zwei der vier Wagen waren außerdem Spurbusse. Im Anschluss an den 1979 gebauten Prototyp mit der Bezeichnung O 305 G D/E wurden 1983 insgesamt vier Exemplare des hier behandelten Typs produziert. Diese verteilten sich wie folgt:
| Stück | Betrieb                                            | Nummern   | Spurführung |
| ----- | -------------------------------------------------- | --------- | ----------- |
| 2     | Oberleitungsbus Esslingen am Neckar                | 306 + 307 | nein        |
| 1     | Testfahrzeug für die O-Bahn-Versuchsanlage Rastatt | keine     | ja          |
| 1     | Essener Verkehrs-AG (EVAG)                         | 3701      | ja          |

Das Rastatter Testfahrzeug wurde 1986 ebenfalls nach Esslingen abgegeben und dort im Dezember gleichen Jahres unter der Wagennummer 308 in den regulären Bestand eingereiht (die Spurführung wurde vorher entfernt). Der Essener Wagen 3701 wurde später umgebaut und war einige Jahre lang als reiner Dieselbus im Einsatz (ebenfalls ohne Spurführung). Nachfolger der O-305-GTD-Kleinserie ist der in 47 Exemplaren gebaute Typ Mercedes-Benz O 405 GTD.